# معركة بستان زيتون كونتوراس
معركة بستان زيتون كونتوراس هي معركة إندلعت في صيف سنة 1205 في ميسينيا في بيلوبونيز أثناء الحملة الصليبية الرابعة بين الفرنجة الصليبيين ضد الإمبراطورية البيزنطية. انتهت بنصر للفرنجة على الإغريق المحليين. اندلعت هذه المعركة بعد غزو الصليبيين لمدينة القسطنطينية في سنة 1204 وتأسيس الإمبراطورية اللاتينية. بلغ عدد قوات الصليبيين من 500 إلى 700 وتمكنوا من الانتصار على قوة مكونة من 4000 إلى 5000 من الإغريق والسلاف المحليين في اليونان.